# Sistema virtuale XV
Sistema virtuale XV (Mother of Storms) è un romanzo di fantascienza di John Barnes del 1994.

## Trama
All'inizio del XXI secolo, sulla Terra si scatena un gigantesco uragano generato dal rilascio di clatrato durante un'esplosione nucleare. Mentre l'uragano uccide oltre un miliardo di persone, due esseri umani subiscono un procedimento di aumento dell'intelligenza, entrambi assistono alla morte del proprio corpo fisico e ridotti ad esseri incorporei cercano di corrodere una cometa oltre l'orbita di Plutone, allo scopo di usare il ghiaccio della cometa per ridurre le temperature superficiali della Terra e per sedare la tempesta.

## Accoglienza
Il romanzo è stato candidato a quasi tutti i principali premi della letteratura fantascientifica: Premio Arthur C. Clarke, Premio Nebula, Premio Hugo e Premio Locus, ma non si è aggiudicato nessuno di questi premi.